# Congrès de la jeunesse tibétaine
Le Congrès de la jeunesse tibétaine (tibétain : བོད་ཀྱི་གཞོན་ནུའི་ལྷན་ཚོགས།, Wylie : bod kyi gzhon nu’i lhan tshogs ; anglais : Tibetan Youth Congress, TYC) est une organisation non gouvernementale tibétaine qui revendique plus de 70 000 Tibétains en exil à travers le monde, très active pour la défense de la cause du Tibet. Cette ONG a été fondée à Dharamsala le 7 octobre 1970 en présence du 14e dalaï-lama.
Le Congrès compte 77 branches régionales, situées en Inde, au Népal, au Bhoutan, en Norvège, au Canada, en France, au Japon, à Taïwan, en Australie, aux États-Unis et en Suisse.

## Histoire

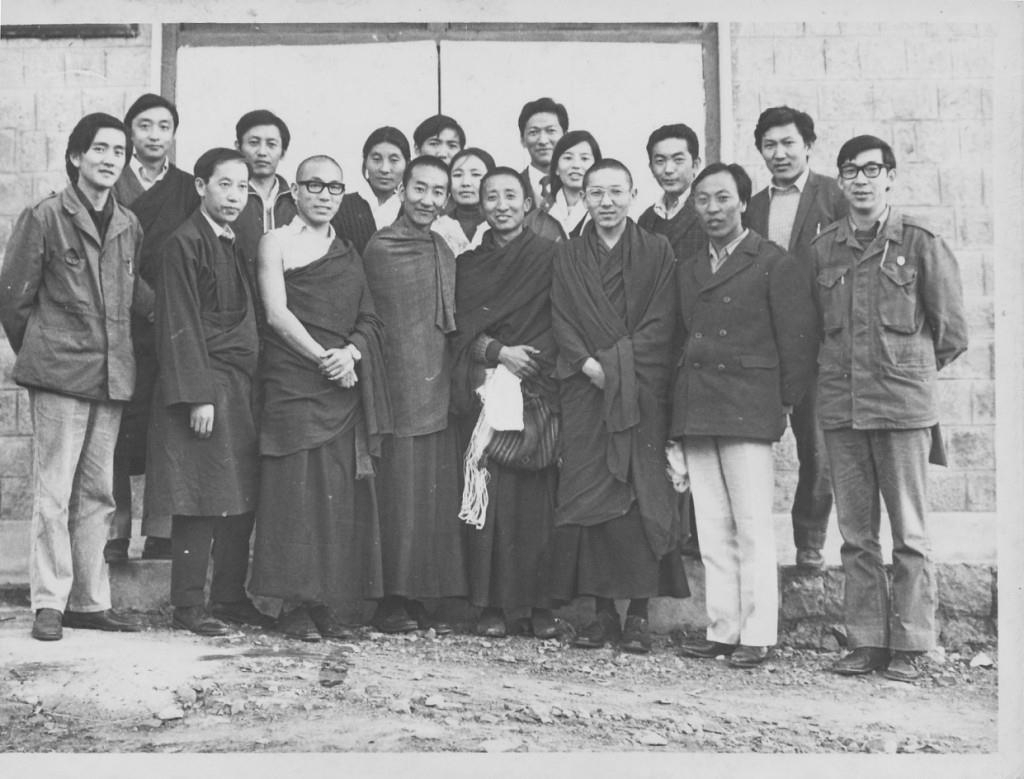
Les fondateurs du Tibetan Youth Congress Tenzin Geyche Tethong, Tenzin Namgyal Tethong, Lodi Gyari Rinpoché et Sonam Topgyal, avec des parlementaires de l'Assemblée tibétaine vers 1973 en Inde.

Dans les années 1960, la société tibétaine en exil est traversée de divisions régionales et religieuses. C'est dans ce contexte que quatre jeunes Tibétains, deux frères issus de la famille Tethong, Tenzin Geyche Tethong et Tenzin Namgyal Tethong ainsi que Lodi Gyari Rinpoché et Sonam Topgyal, cofondent le Congrès de la jeunesse tibétaine dans l'objectif officiel d'obtenir l'indépendance du Tibet.
Pour exprimer l'unité, au-delà des divisions, de la jeunesse tibétaine, et, promouvoir ses activités pour libérer le Tibet, ils décident d'organiser une conférence le 7 octobre 1970 et y invitent des centaines de jeunes tibétains, le cabinet ministériel et le dalaï-lama. Ce dernier propose de régler les frais de la conférence, à la seule condition que tous les jeunes réfugiés y soient représentés. La réunion est placée sous l'égide de l'Administration centrale tibétaine, bien que n'étant pas à son initiative. Elle dure une semaine entraînant des débats sans précédent tant en exil qu'au Tibet, entre 315 jeunes tibétains venant de 16 communauté tibétaine de l'Inde et les ministres tibétains.
Dès le début de la conférence, les ministres sont critiqués et interrogés sur leur rôle durant le processus d’annexion du Tibet. Les organisateurs du CJT reprochent leur imprudence aux anciens membres du gouvernement tibétain et de la noblesse tibétaine, jugée attentiste. Sur la situation en exil, ils posent des questions sur le népotisme dans l’administration et le gaspillage financier, estimant que les ministres ont un devoir de transparence alors en défaut. Au milieu de la conférence, le CJT est officiellement fondé, assumant son rôle d'opposition régulière.  Pour la première fois, le gouvernement tibétain en exil fait face à des détracteurs n'ayant pas pour motivation de dénier son autorité, mais de questionner ses responsabilités.
Lors de la 15e assemblée générale du TYC en 2013, Tenzing Jigme a été élu président, et des membres de huit chapitres se sont détachés du TYC en raison de différends découlant de leur proposition de faire passer la position du TYC de l’indépendance à l’autonomie.

## Buts et objectifs
Les membres du TYC s'engagent à exécuter les tâches suivantes :
1. Servir le Tibet et son peuple sous l’égide du dalaï-lama, chef spirituel et temporel du Tibet,
2. Promouvoir et protéger l’unité et l’intégrité nationales en mettant un terme à toutes les distinctions d’origines religieuses, régionales ou de statut,
3. Œuvrer pour la préservation et la promotion de la religion et de la culture unique du Tibet, ainsi que de ses traditions,
4. Combattre pour l’indépendance du Tibet, même au coût de sa vie.

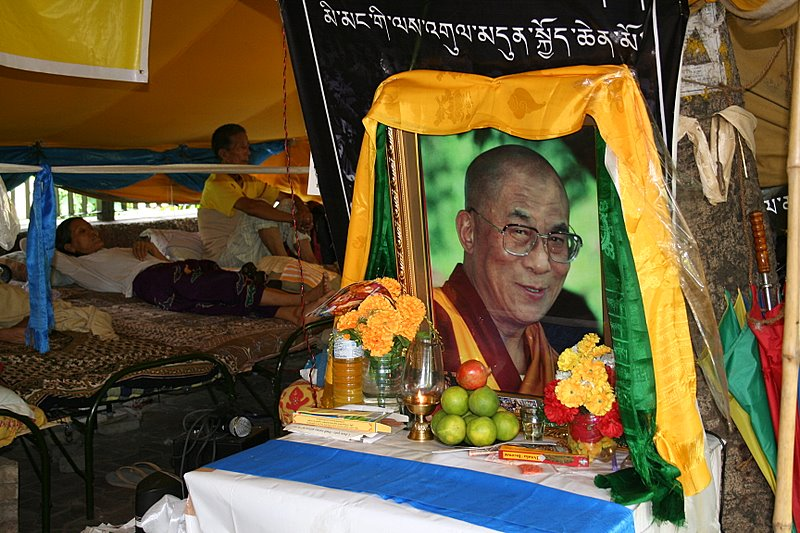
Grève de la faim du TYC en août 2007, Jantar Mantar Road, à côté de la rue du Parlement indien.

En raison de la l'absence de progrès dans le dialogue entre Pékin et le gouvernement tibétain en exil, le TYC a organisé plusieurs grèves de la faim illimitées à New Delhi en Inde du Nord, notamment en 1998 à New Delhi du 10 mars au 15 mai avec pour objectif la réouverture par les Nations unies de la question tibétaine, la nomination d'un envoyé spécial et d'un rapporteur spécial de l'ONU pour le Tibet. Après 49 jours, le groupe composé de 6 personnes dont une femme âgée de 62 ans, fut évacué de force par la police indienne, le jour précédent la visite en Inde d’un chef de l'armée chinoise. C'est alors que Thupten Ngodup s'est immolé. Un deuxième groupe composé de cinq hommes devait prendre la suite le 28 avril. Mais au 18e jours, le TYC suspendait la grève de la faim après l'engagement de la Norvège, de la Pologne, de la Hongrie, du Costa Rica et de l'Union européenne d'intervenir auprès du gouvernement chinois et de l'ONU. Cet évènement inspire Les Guerriers de l'esprit, un film de Pierre Anglade. Une autre grève de la faim fut organisée plus récemment en juillet-août 2007. Le frère du dalaï-lama, Gyalo Dhondup a rendu visite aux 14 Tibétains le 24e jour de leur grève de la faim pour leur enjoindre de cesser leur grève pour de ne pas mettre leur vie en danger, les assurant qu'il défendrait leur cause auprès du gouvernement chinois par l'intermédiaire de l'ambassade de Chine à New Delhi.
En 2008, le gouvernement de la république populaire de Chine définit le Congrès de la jeunesse tibétaine, comme un groupe terroriste. En réponse, le Congrès de la jeunesse tibétaine affirme que les leaders de la Chine communiste tentent depuis longtemps de saper sa réputation, il affirme avoir toujours utilisé la non-violence,.
Selon Tinley Nyandak, journaliste de VOA, l'« avocat de la résistance armée » qu'était Lodi Gyari avait été choisi pour être formé en tant que traducteur pour les combattants de la résistance entraînés aux États-Unis. Au lieu de cela, il avait utilisé l’anglais pour éditer la première publication tibétaine en anglais, la Tibetan Review. Austin Ramzy, du New York Times, affirme la même chose.
Selon Kelsang Gyaltsen, un membre de l'administration tibétaine en exil, le Congrès de la jeunesse tibétaine demeure une organisation aux activités fondamentalement non violentes.
Le président du Congrès de la jeunesse tibétaine, Tsewang Rigzin, a déclaré en janvier 2009 lors d'une cérémonie en présence du dalaï-lama : « nous réaffirmons l'engagement absolu du Congrès de la jeunesse tibétaine envers l'approche non-violente du dalaï-lama dans notre lutte pour la liberté. ».

## Liste des présidents

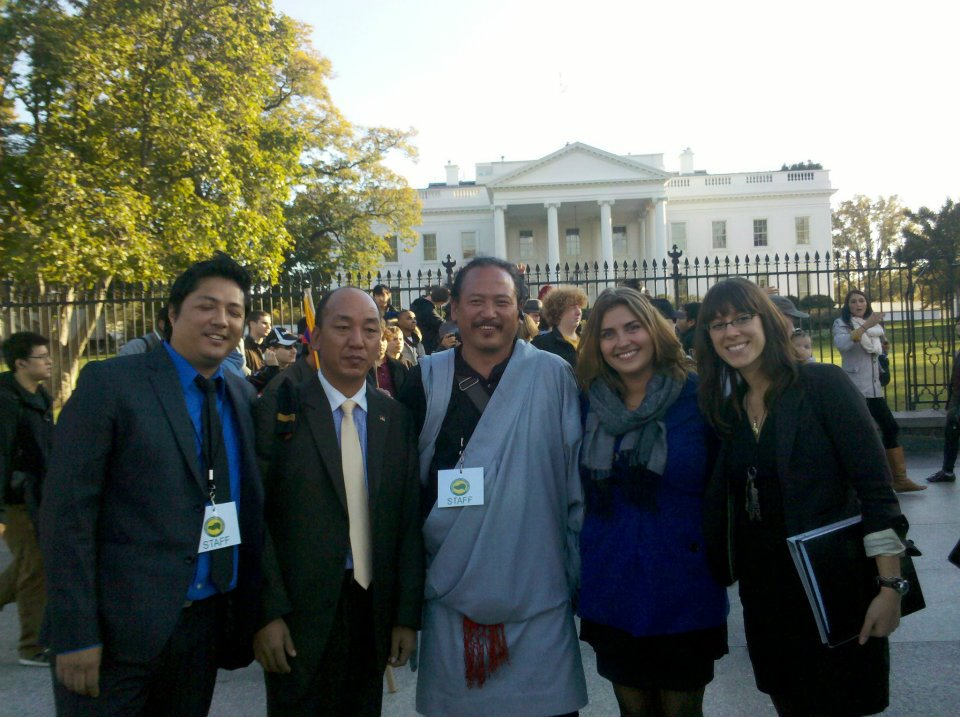
Tsewang Rigzin, 2e en partant de gauche, lors d'une manifestation à Washington en 2011

- Tashi Wangdi est secrétaire adjoint et secrétaire général de 1974 à 1977[19]
- Tenzin Geyche Tethong (1970-1974)
- Tendzin Choegyal (1974-1976)
- Lodi Gyari (1976-1977)
- Lobsang Jinpa (1977-1982)
- Karma Chophel (1982-1983)
- Sonam Norbu Dagpo (1983-1986)
- Lhasang Tsering (1986-1990)
- Tsewang Phuntsok (1991-1995)
- Tseten Norbu (1995-2001)
- Kalsang Phuntsok (2001-2007)
- Tsewang Rigzin (2007-2013)
- Tenzing Jigme (2013-2019)[20]
- Gonpo Dhondup (2019-)[20]

## Liste de vice-présidents
- Samdhong Rinpoché (1970-1973)[21]
- Jetsun Pema (1970-1974)[21]
- Lodi Gyari Gyaltsen (1974-1976)[21]
- Lobsang Wangchuk (1976-1977)[21]
- Lobsang Choephel (1977-1980)[21]
- Jampal Chosang (1983-1986)[21]
- Tsering Dhondup (1986-1988)[21]
- Tsewang Phuntso(1989-1990)[21]
- Karma Yeshi Nazhi (1995-1998)[21]
- Tenzin Samphel (2001-2004)[21]
- Lobsang Yeshi (2004-2007)[21]
- Dhondup Dorjee (2007-2010)[21]

## Financements
Le TYC est financé en 2002-2003 par le National Endowment for Democracy (un organisme du congrès des États-Unis)